# Primera División de Reunión 2021
La Primera División de Reunión 2021 fue la 72.ª edición de la Primera División de Reunión. La temporada inició el 4 de julio y terminó el 28 de noviembre.

## Formato
Si bien el campeonato de Reunión iba a tener lugar a principios de marzo, la temporada se pospuso hasta junio debido a la crisis de salud. Otro cambio, Regional 1 fue aumentar a dieciséis equipos, pero ante la negativa de la FFF (Federación Francesa de Fútbol), la Liga de Fútbol de la Reunión, decidió formar dos grupos de ocho equipos.
La primera fase comenzaba el 27 de junio; pero se retrasó hasta el 4 de julio, con una fecha de finalización el 26 de septiembre. Al final de esta fase, los cuatro mejores clubes de los dos grupos competirán en el grupo campeonato, mientras que los 4 peores clubes clasificados tendrán que competir en el grupo descenso, para no caer en la Segunda División de Reunión. Sin embargo, el repunte epidémico del COVID-19 en la Isla Reunión está empujando a la LRF a cambiar sus regulaciones. Finalmente, solo el primero de cada grupo competirá para determinar cuál se coronará campeón del encuentro, mientras que en la parte inferior de la tabla, 4 equipos serán descendidos y 2 equipos jugarán por permanencia directa y evitar jugar promoción y descenso contra el 3.° de la Segunda División.

## Equipos participantes

### Grupo A
- AS Bretagne
- AS Excelsior
- AS Marsouins
- FC Parfin (P)
- JS Saint-Pierroise
- Saint Denis Ecolé FA
- SS Jeanne d'Arc
- Trois Bassins FC

### Grupo B
- AF Saint-Louisien
- AS Capricorne
- ASC Makes (P)
- JS Piton Saint-Leu
- La Tamponnaise
- Saint-Denis FC
- Saint-Pauloise FC
- US Sainte-Marienne

## Ronda Regular
Actualizado el 26 de Noviembre de 2021

### Grupo A
| Pos. | Equipo                   | PJ | PG | PE | PP | GF | GC | DG  | Pts. | Clasificado a            |
| ---- | ------------------------ | -- | -- | -- | -- | -- | -- | --- | ---- | ------------------------ |
| 1    | AS Excelsior (Q)         | 14 | 11 | 1  | 2  | 42 | 5  | +37 | 48   | Final                    |
| 2    | JS Saint-Pierroise       | 14 | 8  | 5  | 1  | 26 | 12 | +14 | 43   |                          |
| 3    | SS Jeanne d'Arc          | 14 | 5  | 6  | 3  | 24 | 13 | +11 | 35   |                          |
| 4    | Trois Bassins FC         | 14 | 5  | 3  | 6  | 18 | 15 | +3  | 35   |                          |
| 5    | FC Parfin                | 14 | 4  | 6  | 4  | 15 | 21 | -6  | 32   |                          |
| 6    | AS Marsouins (Q)         | 14 | 3  | 3  | 8  | 6  | 24 | -18 | 26   | Juego por la permanencia |
| 7    | Saint Denis École FA (R) | 14 | 2  | 4  | 8  | 7  | 29 | -22 | 24   | Segunda División 2022    |
| 8    | AS Bretagne (R)          | 14 | 2  | 2  | 10 | 6  | 26 | -20 | 22   | Segunda División 2022    |

### Grupo B
| Pos. | Equipo                 | PJ | PG | PE | PP | GF | GC | DG  | Pts. | Clasificado a            |
| ---- | ---------------------- | -- | -- | -- | -- | -- | -- | --- | ---- | ------------------------ |
| 1    | La Tamponnaise (Q)     | 14 | 12 | 1  | 1  | 34 | 8  | +26 | 51   | Final                    |
| 2    | Saint-Denis FC         | 14 | 10 | 2  | 2  | 26 | 9  | +17 | 46   |                          |
| 3    | US Sainte-Marienne     | 14 | 6  | 3  | 5  | 21 | 16 | +5  | 35   |                          |
| 4    | AS Capricorne          | 14 | 5  | 4  | 5  | 17 | 15 | +2  | 33   |                          |
| 5    | Saint-Pauloise FC      | 14 | 3  | 6  | 5  | 10 | 9  | +1  | 29   |                          |
| 6    | AF Saint-Louisien (Q)  | 14 | 3  | 6  | 5  | 10 | 19 | -9  | 29   | Juego por la permanencia |
| 7    | JS Piton Saint-Leu (R) | 14 | 3  | 3  | 8  | 12 | 25 | -13 | 26   | Segunda División 2022    |
| 8    | ASC Makes (R)          | 14 | 0  | 3  | 11 | 10 | 39 | -29 | 17   | Segunda División 2022    |

## Final
| Local        | Resultado | Visita             | Fecha           |
| ------------ | --------- | ------------------ | --------------- |
| AS Excelsior | 2 - 3     | La Tamponnaise (C) | 28 de noviembre |

| Bandera de Reunión                  |
| Campeón La Tamponnaise 11.er título |

## Juego por la permanencia
| Local        | Resultado | Visita            | Fecha           |
| ------------ | --------- | ----------------- | --------------- |
| AS Marsouins | 1 - 0     | AF Saint-Louisien | 27 de noviembre |

## Promoción y descenso
| Local             | Resultado      | Visita      | Fecha          |
| ----------------- | -------------- | ----------- | -------------- |
| AF Saint-Louisien | 1 - 1 (5-4 p.) | ASC Corbeil | 5 de diciembre |